# Avranches
Avranches este un oraș în Franța, sub-prefectură a departamentului Manche, în regiunea Normandia de Jos. 

## Personalități
- Sfântul Aubert / Aubert de Avranches (? - 720), episcop
- Pierre-Daniel Huet (1630 - 1721), erudit
- Émile Littré (1801 - 1881), lexicograf, filosof francez și membru al Academiei Naționale Franceze de Medicină

1. ↑  répertoire géographique des communes, accesat în 26 octombrie 2015
2. ↑  dataset of postal codes in France, 1 octombrie 2018